# 카스텔누오보디파르파
카스텔누오보디파르파(이탈리아어: Castelnuovo di Farfa)는 이탈리아 라치오주 리에티도에 위치한 코무네다. 로마로부터 북동쪽 40km, 리에티로부터 남서쪽 20km 거리에 있다.